# Northern League (baseball)
La Northern League, con sede a Chicago, è una lega indipendente di baseball che opera nel nord degli USA e nelle province canadesi di Alberta e Manitoba. Opera in città che non hanno squadre affiliate alla Major League Baseball o alla Minor League Baseball.
Nella NL i giocatori che non hanno un contratto con la MLB o la Minor League possono comunque giocare ad alto livello e mettersi in mostra. Il livello della lega è stimato fra A e AA.

## Storia
L'attuale incarnazione della NL fu creata nel 1993 per iniziativa del primo commissioner: Miles Wolff, che le diede il via dopo essere stato contattato da molte città degli USA centroccidentali. Dopo averne visitate alcune, soprattutto Duluth (Minnesota), iniziò a contattare potenziali azionisti della lega.
La lega prese il via nel 1993 con sei squadre: Duluth-Superior Dukes (Duluth, Superior WI), Rochester Aces (Rochester, Minnesota), St. Paul Saints (St. Paul, Minnesota), Sioux Falls Canaries (Sioux Falls, South Dakota), Sioux City Explorers (Sioux City, Iowa) e Thunder Bay Whiskey Jacks (Thunder Bay, Ontario). Le prospettive inizialmente non erano buone e molti previdero un fallimento a breve, specialmente a Saint Paul, dove la competizione con i Minnesota Twins portò molti giornalisti sportivi locali a considerare la NL una "beer league."
Nei fatti la lega fu in generale un discreto successo, con una sola franchigia, Rochester, che fallì nell'attrarre un pubblico significativo. La franchigia degli Aces fu venduta e spostata a Winnipeg e rinominata Winnipeg Goldeyes.
Parte del successo della lega è legato alla struttura delle squadre, con tetto salariale e regole sul roster. Le squadre non possono avere più di 4 veterani (con più di cinque anni di esperienza professionale) e devono avere almeno altrettanti esordienti. Il resto della rosa è fatta di giocatori con varia esperienza.
La lega crebbe da sei a otto squadre nel 1996 con l'aggiunta delle franchigie dei Fargo-Moorhead RedHawks (Fargo, North Dakota) e dei Madison Black Wolf (Madison, Wisconsin). Dopo il 1998 i Whiskey Jacks, originariamente con la seconda affluenza della federazione, furono venduti e divennero gli Schaumburg Flyers (Schaumburg, Illinois) nel 1999.
Nel 1999 la NL si fuse con la Northeast League, nata nel 1995. Le originali franchigie della Northern League formarono la Northern League Central e le squadre della Northeast League divennero la Northern League East. Nonostante fossero diventate un'unica lega le due divisioni giocarono contro solo durante i playoff. L'espansione del 2002 nel central aggiunse i Joliet JackHammers (Joliet, Illinois) e i Gary SouthShore RailCats (Gary, Indiana).
Terminati i quattro anni di contratto fra le due associazioni, il rapporto si concluse. La Northeast League fu ricostituita come una lega separata e fu poi riformata come Can-Am League. Il commissioner Miles Wolff lasciò la sua creazione e fu sostituito da Mike Stone.
Altre due squadre con scarsa affluenza andarono in difficoltà: nel 2001 i Madison Black Wolf divennero i Lincoln Saltdogs (Lincoln, Nebraska) mentre nel 2003 i Duluth-Superior Dukes divennero i Kansas City T-Bones (Kansas City, Kansas).
Nel 2004 la NL si allargò alla provincia di Alberta, con la nascita dei Calgary Vipers e degli Edmonton Cracker-Cats.
Dopo la stagione 2005 i St. Paul Saints, Sioux Falls Canaries, Lincoln Saltdogs e Sioux City Explorers lasciarono la NL e crearono una nuova lega minore indipendente, chiamata American Association of Independent Professional Baseball. Nel 2006 la NL ha giocato con due divisioni e 8 squadre.
In dodici stagioni più di 25 giocatori della NL sono stati ingaggiati dalla MLB. Fra questi ci sono: J.D. Drew, Kevin Millar, Jeff Zimmerman e Rey Ordoñez. D'altra parte numerosi ex-giocatori, allenatori e dirigenti MLB hanno partecipato o stanno partecipando alla NL.

## Squadre
| North                   |                            |                      |
| Squadra                 | Città                      | Stadio               |
| Calgary Vipers          | Calgary, Alberta, Canada   | Foothills Stadium    |
| Edmonton Cracker-Cats   | Edmonton, Alberta, Canada  | TELUS Field          |
| Fargo-Moorhead RedHawks | Fargo, Dakota del Nord     | Newman Outdoor Field |
| Winnipeg Goldeyes       | Winnipeg, Manitoba, Canada | CanWest Global Park  |

| South                    |                      |                           |
| Squadra                  | Città                | Stadio                    |
| Gary SouthShore RailCats | Gary, Indiana        | U.S. Steel Yard           |
| Joliet JackHammers       | Joliet, Illinois     | Silver Cross Field        |
| Kansas City T-Bones      | Kansas City, Kansas  | CommunityAmerica Ballpark |
| Schaumburg Flyers        | Schaumburg, Illinois | Alexian Field             |

## Ex squadre
- Rochester Aces (divenuti Winnipeg Goldeyes 1994)
- Thunder Bay Whiskey Jacks (divenuti Schaumburg Flyers 1999)
- Madison Black Wolf (divenuti Lincoln Saltdogs 2001)
- Duluth-Superior Dukes (divenuti Kansas City T-Bones 2003)
- St. Paul Saints (lasciano per creare la American Association of Independent Professional Baseball)
- Lincoln Saltdogs ((lasciano per creare la American Association of Independent Professional Baseball)
- Sioux Falls Canaries ((lasciano per creare la American Association of Independent Professional Baseball)
- Sioux City Explorers (lasciano per creare la American Association of Independent Professional Baseball)
- Albany-Colonie Diamond Dogs
- Catskill Cougars (falliti nel 2000)

## Albo d'oro
- 1993 St. Paul Saints
- 1994 Winnipeg Goldeyes
- 1995 St. Paul Saints
- 1996 St. Paul Saints
- 1997 Duluth-Superior Dukes
- 1998 Fargo-Moorhead RedHawks
- 1999 Albany-Colonie Diamond Dogs
- 2000 Adirondack Lumberjacks
- 2001 New Jersey Jackals
- 2002 New Jersey Jackals
- 2003 Fargo-Moorhead RedHawks
- 2004 St. Paul Saints
- 2005 Gary SouthShore RailCats
- 2006 Fargo-Moorhead RedHawks